# Christopher Greatwich
Christopher Greatwich (ur. 30 września 1983 roku w City of Westminster w Londynie) – filipiński piłkarz występujący na pozycji pomocnika. Obecnie gra w Bognor Regis Town F.C.

## Życiorys
Już jako młody chłopak trenował w parku ze swoim ojcem oraz bratem Philipem. W wieku sześciu lat Chris zapisał się do lokalnego zespołu. Następnie grał w reprezentacji swojego hrabstwa oraz w jedynym w okolicy profesjonalnym klubie piłkarskim - Brighton & Hove Albion F.C. W wieku osiemnastu lat zaczął występować w pierwszym zespole Brighton & Hove Albion. Wcześniej dostawał szansę występu tylko w meczach juniorów bądź rezerw. Następnie został powołany do reprezentacji Filipin, w barwach której zagrał między innymi w Tiger Cup, który był jego pierwszym profesjonalnym turniejem w karierze. Kilka miesięcy później pozyskaniem filipińskiego pomocnika zainteresował się angielski zespół Lewes i do tej drużyny trafił w późniejszym czasie Greatwich.